# Xe législature du Parlement de Catalogne
La Xe législature du Parlement de Catalogne est un cycle parlementaire du Parlement de Catalogne, d'une durée de deux ans et sept mois, ouvert le 17 décembre 2012 à la suite des élections du 25 novembre précédant et clos le 3 août 2015.

## Bureau du Parlement
| Poste                    | Titulaire                 | Parti | Parti    | Circonscription |
| ------------------------ | ------------------------- | ----- | -------- | --------------- |
| Présidente               | Núria de Gispert          |       | UDC      | Barcelone       |
| Première vice-présidente | Anna Simó                 |       | ERC      | Barcelone       |
| Deuxième vice-président  | Lluís Corominas           |       | CDC      | Barcelone       |
| Premier secrétaire       | Miquel Iceta              |       | PSC      | Barcelone       |
| Premier secrétaire       | Pere Navarro (23.07.2014) |       | PSC      | Barcelone       |
| Deuxième secrétaire      | Pere Calbó                |       | PPC      | Barcelone       |
| Troisième secrétaire     | Josep Rull                |       | CDC      | Barcelone       |
| Quatrième secrétaire     | David Companyon           |       | ICV-EUiA | Barcelone       |

## Groupes parlementaires
| Nom                       | Nom                         | Début | Fin | Président                              | Porte-parole                                                       |
| ------------------------- | --------------------------- | ----- | --- | -------------------------------------- | ------------------------------------------------------------------ |
|                           | Groupe Convergence et Union | 50    | 50  | Oriol Pujol (21.05.2019)               | Jordi Turull                                                       |
| Jordi Turull (04.04.2013) | Groupe Convergence et Union | 50    | 50  |                                        |                                                                    |
|                           | Groupe ERC                  | 21    | 21  | Oriol Junqueras                        | Marta Rovira                                                       |
|                           | Groupe socialiste           | 20    | 19  | Pere Navarro Miquel Iceta (21.07.2014) | Maurici Lucena                                                     |
|                           | Groupe populaire            | 19    | 19  | Alicia Sánchez-Camacho                 | Enric Millo                                                        |
|                           | Groupe ICV-EUiA             | 13    | 13  | Joan Herrera                           | Dolors Camats                                                      |
|                           | Groupe Ciudadanos           | 9     | 9   | Albert Rivera                          | Jordi Cañas Carina Mejías (22.01.2014) Inés Arrimadas (19.06.2015) |
|                           | Groupe mixte                | 3     | 3   | David Fernàndez                        | David Fernàndez                                                    |
|                           | Non-inscrits                | -     | 1   | -                                      | -                                                                  |

## Commissions parlementaires
| Commission                                                                                      | Président                | Parti | Parti | Circonscription |
| ----------------------------------------------------------------------------------------------- | ------------------------ | ----- | ----- | --------------- |
| Commissions permanentes législatives                                                            |                          |       |       |                 |
| Commission des Affaires institutionnelles                                                       | Sergi Sabrià             | ERC   |       | Gérone          |
| Commission de l'Économie, des Finances et du Budget                                             | Antoni Fernández         | CDC   |       | Barcelone       |
| Commission de l'Entreprise et de l'Emploi                                                       | Rafael Luna              | PPC   |       | Tarragone       |
| Commission de la Justice et des Droits humains                                                  | Gemma Calvet             | ERC   |       | Barcelone       |
| Commission de l'Intérieur                                                                       | Celestino Corbacho       | PSC   |       | Barcelone       |
| Commission de l'Agriculture, de l'Élevage, de la Pêche, de l'Alimentation et de l'Environnement | Pere Regull              | CDC   |       | Barcelone       |
| Commission de l'Enseignement et de l'Enseignement supérieur                                     | Xavier Sabaté            | PSC   |       | Tarragone       |
| Commission du Territoire et de la Durabilité                                                    | Salvador Milà            | ICV   |       | Barcelone       |
| Commission de la Santé                                                                          | Albert Batet             | CDC   |       | Tarragone       |
| Commission de la Santé                                                                          | Pere Vila (20.11.2014)   | CDC   |       | Gérone          |
| Commission de la Santé                                                                          | Mercè Jou (02.07.2015)   | UDC   |       | Tarragone       |
| Commission du Bien-être, de la Famille et de l'Immigration                                      | Ferran Falcó             | CDC   |       | Barcelone       |
| Commission de la Culture et de la Langue                                                        | Carles Puigdemont        | CDC   |       | Gérone          |
| Commission de l'Action extérieure, de l'Union européenne et de la Coopération                   | Jordi Solé               | ERC   |       | Barcelone       |
| Commission de l'Enfance                                                                         | Dolors López             | PPC   |       | Lleida          |
| Commission de l'Égalité des personnes                                                           | Marta Ribas              | ICV   |       | Barcelone       |
| Commissions permanentes non-législatives                                                        |                          |       |       |                 |
| Commission du Règlement                                                                         | Núria de Gispert         | UDC   |       | Barcelone       |
| Commission du Statut des députés                                                                | Carmen de Rivera         | Cs    |       | Barcelone       |
| Commission des Pétitions                                                                        | Dolors Montserrat        | PPC   |       | Barcelone       |
| Commission des Affaires secrètes et réservées                                                   | Núria de Gispert         | UDC   |       | Barcelone       |
| Commission du Syndic de Greuges                                                                 | Roger Torrent            | ERC   |       | Gérone          |
| Commission de la Cour des comptes                                                               | Ferran Falcó             | CDC   |       | Barcelone       |
| Commission de la Cour des comptes                                                               | Joan Morell (07.05.2013) | CDC   |       | Gérone          |
| Commission du Contrôle de l'audiovisuel public                                                  | Lluís Recoder            | CDC   |       | Barcelone       |
| Commissions spéciales                                                                           |                          |       |       |                 |
| Commission d'étude sur le droit à décider                                                       | Núria de Gispert         | UDC   |       | Barcelone       |
| Commission de lutte contre le chômage                                                           | Enric Millo              | PPC   |       | Gérone          |

## Gouvernement et opposition
| Candidat        | Date                                        | Vote       |     |     |     |     |          |    |     | Résultat |
| Candidat        | Date                                        | Vote       | CiU | ERC | PSC | PPC | ICV-EUiA | Cs | CUP | Résultat |
| Artur Mas (CDC) | 21 décembre 2012 (majorité absolue requise) | Oui        | 50  | 21  |     |     |          |    |     | 71 / 135 |
| Artur Mas (CDC) | 21 décembre 2012 (majorité absolue requise) | Non        |     |     | 20  | 19  | 13       | 9  | 3   | 64 / 135 |
| Artur Mas (CDC) | 21 décembre 2012 (majorité absolue requise) | Abstention |     |     |     |     |          |    |     | 0 / 135  |

## Désignations

### Sénateurs
| Parti | Parti                          | Sénateurs désignés           | Voix |
| ----- | ------------------------------ | ---------------------------- | ---- |
| CiU   |                                | Josep Maldonado i Gili       | 112  |
| CiU   | Josep Lluís Cleries i Gonzàlez |                              | 112  |
| CiU   | Eva Parera i Escrichs          |                              | 112  |
| CiU   | Coralí Cunyat i Badosa         |                              | 112  |
| ERC   |                                | Ester Capella i Farré        | 112  |
| PSC   |                                | José Montilla Aguilera       | 112  |
| PP    |                                | Alicia Sánchez-Camacho Pérez | 112  |
| ICV   |                                | Joan Saura i Laporta         | 112  |

- Désignation : 23 janvier 2013.
- Eva Parera (CiU) est remplacée en juillet 2014 par Salvador Sedó i Alabart avec 95 voix favorables.